# Read Music/Speak Spanish
Read Music/Speak Spanish — первый и единственный альбом панк-рок-группы Desaparecidos, выпущен в феврале 2002 года. Это 42 альбом записанный на лейбле Saddle Creek Records.

## Об альбоме
Критик Кеньон Хопкин в своей рецензии указал на то, что группа решила альбом в эмо-ключе, наполнив его мощным рёвом гитар и экспрессивным вокалом, а тексты песен посвящены критике общества потребления и написаны весьма качественно.
Кейт Харрис, журналист Rolling Stone, отозвался о диске сдержанно. Он нашёл композиции, представленные на нём, отчасти вдохновлёнными творчеством группы Weezer и отдельно отметил эмоциональную насыщенность текстов.
Дин Фрилон из Stylus Magazine в своей рецензии разгромил альбом в пух и прах, поставив ему низшую оценку из возможных и сурово раскритиковав неоригинальную ритм-секцию и гротескный кричащий вокал, напоминающий «тошнотворную» «пародию на традиционное истерическое эмо-пение».

## Список композиций
1. «Man and Wife, The Former (Financial Planning)» — 3:16
2. «Mañana» — 3:24
3. «Greater Omaha» — 4:14
4. «Man and Wife, The Latter (Damaged Goods)» — 3:39
5. «Mall of America» — 2:41
6. «The Happiest Place on Earth» — 3:02
7. «Survival of the Fittest/It’s a Jungle Out There» — 2:56
8. «$$$$» — 5:10
9. «Hole in One» — 3:08

### Международная версия
1. «What’s New For Fall» — 3:46
2. «Man and Wife, the Former (Financial Planning)» — 3:16
3. «Mañana» — 3:24
4. «Greater Omaha» — 4:14
5. «Man and Wife, the Latter (Damaged Goods)» — 3:39
6. «Mall of America» — 2:41
7. «The Happiest Place on Earth» — 3:02
8. «Survival of the Fittest/It’s a Jungle Out There» — 2:56
9. «$$$$» — 5:10
10. «Hole in One» — 3:08